# Sekundärartikulation
Als Sekundärartikulation wird eine spezielle Form der Artikulation von Konsonanten bezeichnet, bei der zusätzlich zur primären Artikulationsart eine sekundäre, das heißt geringgradigere, simultane Vokaltraktverengung auftritt. Sie unterscheidet sich von der Doppelartikulation unter anderem dadurch, dass die Artikulationsart an beiden Artikulationsorten unterschiedlich sein kann. Im Vergleich zur Doppelartikulation lassen sich Sekundärartikulationen in deutlich mehr Sprachen beobachten. Die Sekundärartikulation beeinflusst die Färbung eines nachfolgenden Vokals.
Sekundärartikulationen treten insbesondere bei Konsonanten aus den Gruppen der Plosive, Frikative und Nasale auf; die sekundäre Artikulation ist als Approximant offener, stets jedoch gleichermaßen stimmhaft oder stimmlos wie die primäre Artikulation. Die verschiedenen Arten der Sekundärartikulation werden nach dem sekundären Artikulationsort als -isierung bezeichnet, zum Beispiel:
- Palatalisierung,
- Velarisierung,
- Labialisierung,
- Glottalisierung und
- Pharyngalisierung.

Im Internationalen Phonetischen Alphabet werden Sekundärartikulationen durch hochgestellte Diakritika signalisiert.